# Лоран де Ла Гір
Лоран де Ла Гір або Ла Гір (фр. Laurent de La Hyre; 27 лютого 1606 — 28 грудня 1656) — французький живописець та графік, особливо відомий своїми історичними пейзажами; представник класичного бароко.

## Біографія

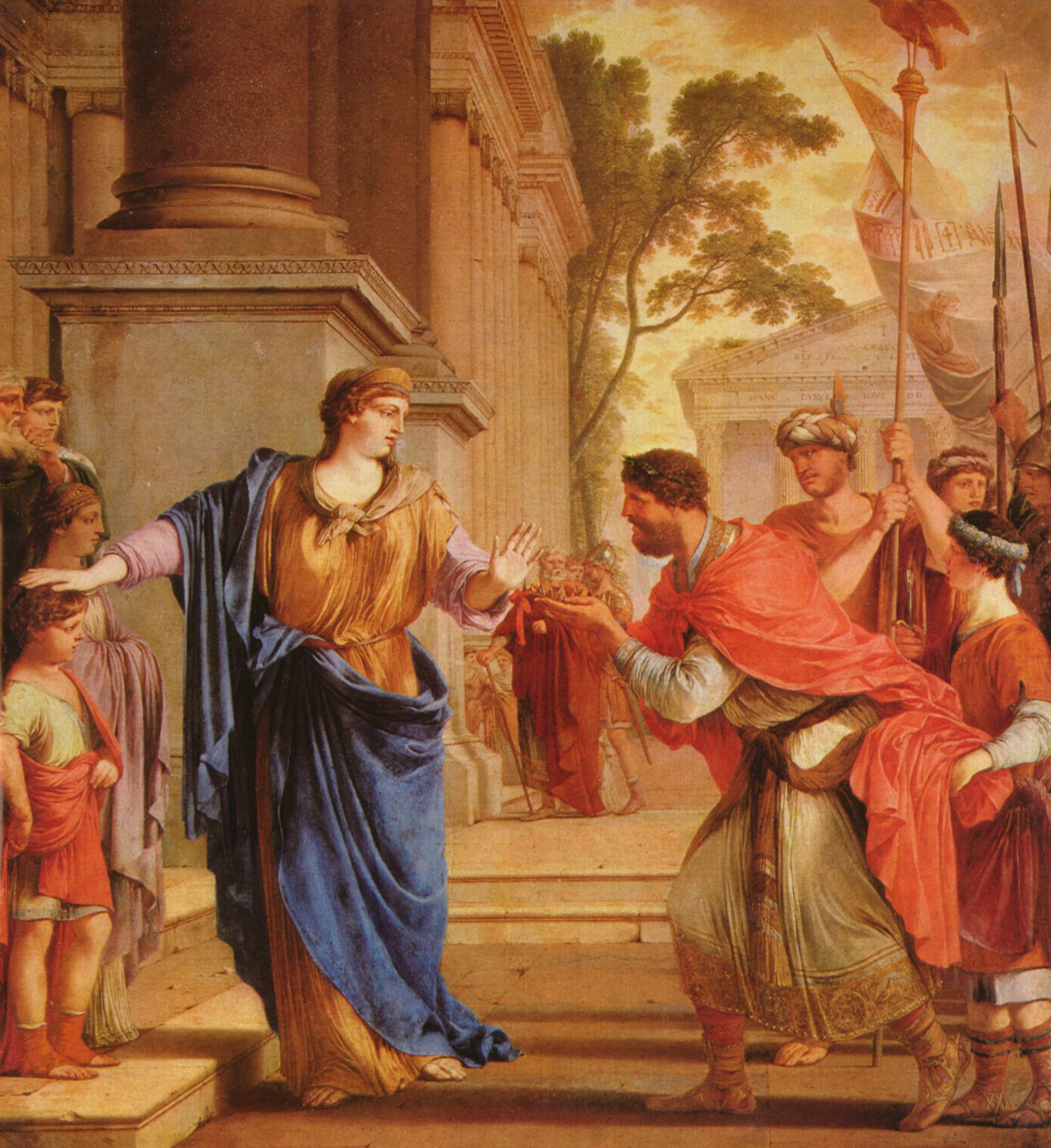
Корнелія відмовляється від корони Птолемеїв (1646).

Лоран де Ла Гір народився 27 лютого 1606 рокув Парижі в родині купецької буржуазії. Лоран отримує гарну мистецьку освіту отримує ретельну освіту. Мав знання з теорії перспективи та архітектури, захоплювався музикою та математикою. Був учнем Жоржа Лаллемана.
Рання творчість митця характеризується значним впливом пізнього італійського маньєризму. Починаючи з 1640-тих роботи Лорана еволюціонують до вишукуваного класицизму, що приніс йому славу. Саме завдяки гарній репутації Лоран у 1648 році стоїть у витоків Французької королівської академії живопису та скульптури. Його одразу ж було обрано одним із перших дванадцяти старійшин, відповідальних за її роботу.
У 1640 в Лорана де Ла Гіра та його дружини Маргарити Кокін народжується син Філіпп де ла Хір, у майбутньому також відомий митець.
Помер Лоран де Ла Гір у рідному Парижі у віці 50 років 28 грудня 1656 року. 